# Diecezja Tandag
Diecezja  Tandag, diecezja rzymskokatolicka na Filipinach. Powstała w 1978 z terenu diecezji Surigao.

## Lista biskupów
- Ireneo Amantillo CSsR (1978-2001)
- Nereo Odchimar (2001-2018)
- Raul Dael (od 2018)